# Municipalité d'Ensenada
Pour les articles homonymes, voir Ensenada (homonymie).

Carte de la municipalité (1953-2020)

Ensenada est une municipalité mexicaine de l'État de Basse-Californie dont le siège est la ville d'Ensenada.

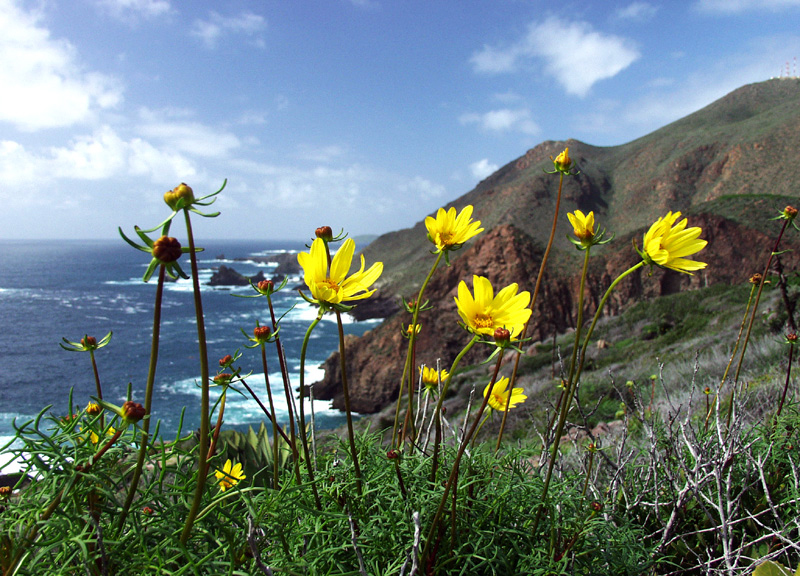
La côte pacifique de la municipalité d'Ensenada

## Géographie

### Situation
La municipalité d'Ensenada s'étend sur 8 790,47 km2 dans le nord-ouest de l'État de Basse-Californie (avant 2020, elle occupait 52 482,4 km2). Elle est bordée par l'océan Pacifique à l'ouest et comprend en outre l'île Guadalupe. 
Elle est limitrophe des municipalités de Playas de Rosarito, Tecate et Tijuana au nord, Mexicali à l'est, San Felipe au sud-est et San Quintín au sud.

### Subdivisions
La municipalité est divisée en trois délégations urbaines et treize délégations suburbaines et comprend de nombreuses localités dont les plus importantes sont Rodolfo Sánchez Taboada, Lázaro Cárdenas, El Sauzal de Rodríguez, Benito García, Emiliano Zapata et San Vicente.

## Histoire
En 1882, la ville d'Ensenada devient le chef-lieu de la partie nord de la péninsule de Basse-Californie qui est érigée en district en 1887. Celui-ci prend le titre de territoire en 1929 et Ensenada en devient une des trois délégations avec Mexicali et Tijuana. Enfin lors de la création de l'État de Basse-Californie le 16 janvier 1952, Ensenada devient officiellement l'une des quatre municipalités de celui-ci le 1er décembre 1953. Avec 52 482 km2, elle occupe près des trois quarts de la surface totale de l'État et constitue alors la plus vaste municipalité du Mexique et du continent américain.
Le 12 février 2020, le Congrès de Basse-Californie approuve la création de la nouvelle municipalité de San Quintín qui représente 63 % du territoire de celle d'Ensenada. Le décret entre en vigueur le 27 février.
Le 19 mai 2021, le Congrès adopte un décret créant la municipalité de San Felipe, dont le territoire situé sur le golfe de Californie s'étend sur 10 808 km2. Il entre en vigueur le 2 juillet suivant.

## Démographie
En 2020, la municipalité abrite 443 807 habitants dont 312 344 dans la ville d'Ensenada.

## Politique et administration
La municipalité est dirigée par un maire (« président municipal ») et treize conseillers élus pour trois ans. Depuis 2019, le maire est Armando Ayala Robles, du Mouvement de régénération nationale.

## Sites naturels
- La bufadora est le deuxième geyser maritime en importance dans le monde.
- Le parc national Constitución de 1857.
- L'île Guadalupe, située à 240 km de la côte, constitue une réserve naturelle.